# NHL 2004/05

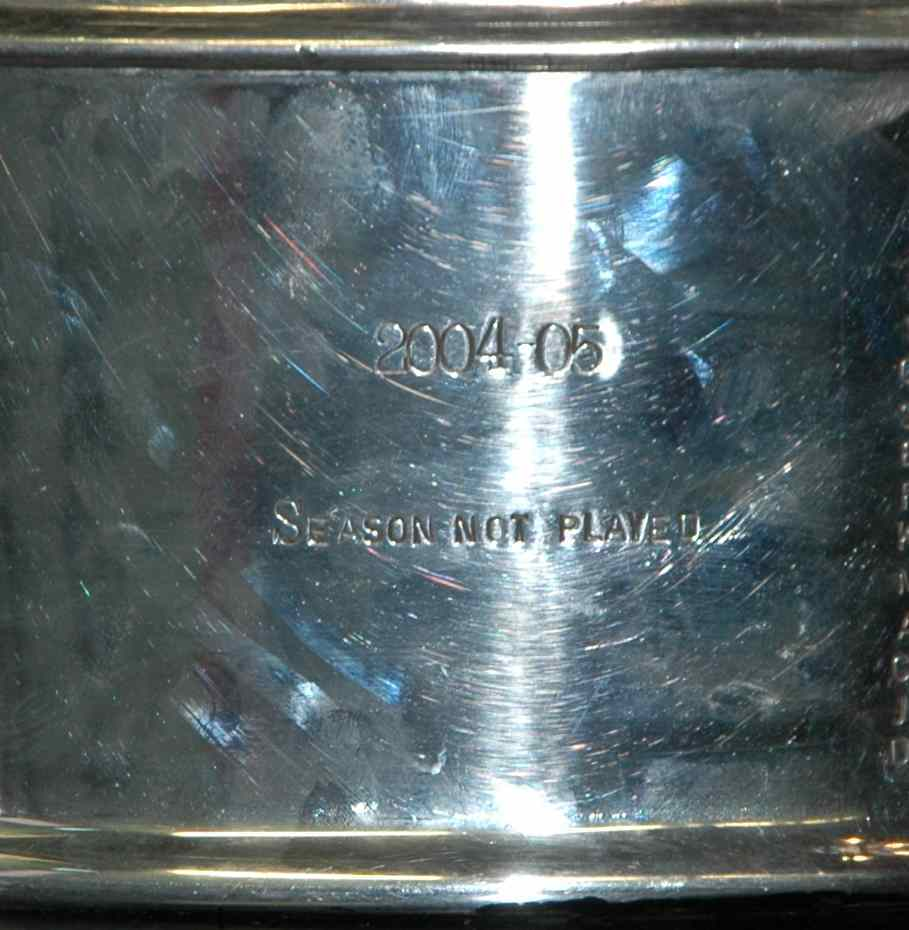
„Season not played“ (Deutsch "Saison wurde nicht gespielt") auf dem Stanley Cup

Die NHL-Saison 2004/05 wäre die 88. Spielzeit der National Hockey League gewesen. Allerdings wurde nach einem mehrmonatigen Streik (Lockout) am 16. Februar 2005 durch Commissioner Gary Bettman die gesamte Saison abgesagt. Dies war in der Geschichte des US-Sports die erste Absage einer vollständigen Saison in einer Profiliga. Der Stanley Cup wurde erstmals seit der Saison 1918/19 nicht ausgespielt, als wegen der Spanischen Grippe die Finalserie abgebrochen werden musste.
Ausgangspunkt des Streits war das Auslaufen des „Collective Bargaining Agreement“, das beim letzten Lockout in der Saison 1994/95 erneuert worden war und mit dem 15. September 2004 auslief. Die wichtigste Forderung bei der Erneuerung des Abkommens seitens der Club-Besitzer war die Einführung eines „Salary Cap“, den die Spielergewerkschaft NHLPA genauso vehement ausschloss, wie die Besitzer auf seiner Einführung bestanden. Nach Vorstellungen der Club-Besitzer hätten die Spielergehälter insgesamt maximal 40 Millionen Dollar pro Club betragen sollen.
Viele der NHL-Spieler spielten während des Streiks für unterklassige Teams, z. B. in der American Hockey League – als sich der totale Ausfall der Saison anbahnte, wechselten aber etwa 400 Spieler mit Ausstiegsklausel im Falle einer Wiederaufnahme des Spielbetriebs nach Europa. Vor allem Vereine aus Schweden (78 Spieler), Russland (77), Tschechien (51) und Finnland (35) verstärkten sich, aber auch Vereinen aus Deutschland (26), Österreich (10) und der Schweiz (21) sowie der Slowakei (13) gelangen viele Verpflichtungen.

## Deutschland
- Eisbären Berlin: Olaf Kölzig (Washington Capitals), Erik Cole (Carolina Hurricanes), Nathan Dempsey (Los Angeles Kings)
- Hamburg Freezers: Jean-Sébastien Giguère (Mighty Ducks of Anaheim), Jim Dowd (Montreal Canadiens)
- Adler Mannheim: Sven Butenschön (New York Islanders), Jochen Hecht (Buffalo Sabres), Yannick Tremblay (Atlanta Thrashers), Cristobal Huet (Montreal Canadiens), Andy Delmore (Buffalo Sabres)
- ERC Ingolstadt: Marco Sturm (San Jose Sharks), Jamie Langenbrunner (New Jersey Devils), Andy McDonald (Mighty Ducks of Anaheim), Aaron Ward (Carolina Hurricanes)
- Iserlohn Roosters: Mike York (Edmonton Oilers), John-Michael Liles (Colorado Avalanche)
- Krefeld Pinguine: Krystofer Kolanos (Phoenix Coyotes), Tom Preissing (San Jose Sharks)
- Grizzly Adams Wolfsburg: Ty Conklin (Edmonton Oilers)
- DEG Metro Stars: Kevyn Adams (Carolina Hurricanes)
- Frankfurt Lions: Stephane Robidas (Chicago Blackhawks), Doug Weight (St. Louis Blues)
- Hannover Scorpions: Paul Mara (Phoenix Coyotes)
- Kassel Huskies: Nick Schultz (Minnesota Wild)
- ESV Kaufbeuren: Alex Henry (Minnesota Wild)
- Füchse Duisburg: Nolan Pratt (Tampa Bay Lightning)

## Österreich
- EC Red Bulls Salzburg: Jay Pandolfo (New Jersey Devils), Marty Reasoner (Edmonton Oilers), Rob Tallas (Boston Bruins)
- EC VSV: Reinhard Divis (St. Louis Blues), Jason Krog (Mighty Ducks of Anaheim), Ethan Moreau (Edmonton Oilers), Eric Weinrich (St. Louis Blues)
- EC KAC: Dan Cloutier (Vancouver Canucks), Mike Siklenka (Dallas Stars)
- HC Innsbruck: Brad Isbister (Edmonton Oilers)

## Schweiz
- SC Bern: Daniel Brière, Jean-Pierre Dumont, Henrik Tallinder (alle Buffalo Sabres), Dany Heatley (Ottawa Senators), Marc Savard (Atlanta Thrashers)
- EHC Biel: Ben Clymer (Tampa Bay Lightning), Tyler Wright (Columbus Blue Jackets)
- HC Davos: Rick Nash (Columbus Blue Jackets), Joe Thornton (Boston Bruins) Niklas Hagman (Florida Panthers)
- Kloten Flyers: Olli Jokinen, David Tanabe, Patrice Brisebois, Jeff Halpern
- Lausanne HC: Martin St. Louis (Tampa Bay Lightning)
- HC Lugano: David Aebischer, Alex Tanguay (beide Colorado Avalanche),
- SCL Tigers: Tim Connolly, Martin Gerber (Carolina Hurricanes)
- SCRJ Rapperswil-Lakers: Kristian Huselius (Calgary Flames)
- EV Zug: Mike Fisher (Ottawa Senators): Niko Kapanen (Dallas Stars)
- ZSC Lions: Randy Robitaille (Atlanta Thrashers)
- Forward Morges HC: Martin Gélinas (Calgary Flames)

## Slowakei
- HC Slovan Bratislava: Miroslav Šatan (Buffalo Sabres), Ľubomír Višňovský (Los Angeles Kings)
- HKm Zvolen: Michal Handzuš (Philadelphia Flyers), Richard Zedník (Montreal Canadiens), Vladimír Országh (Nashville Predators)
- HC Dukla Trenčín: Pavol Demitra (St. Louis Blues), Marián Gáborík (Minnesota Wild), Marián Hossa (Detroit Red Wings), Branislav Mezei (Florida Panthers)
- HC Košice: Jiří Bicek (New Jersey Devils), Martin Cibák (Tampa Bay Lightning)
- HK Poprad: Radoslav Suchý (Columbus Blue Jackets)